# Шовкуненко, Алексей Алексеевич
Алексей Алексеевич Шовкуненко (укр. Олексі́й Олексі́йович Шовкуне́нко; 21 марта 1884, Херсон — 12 марта 1974, Киев) — украинский советский художник-живописец, педагог. Один из первых действительных членов Академии художеств СССР (с 1947). Народный художник СССР (1944). Лауреат Государственной премии УССР имени Т. Г. Шевченко (1970).

## Биография
В 1899 году был отдан в подмастерья в иконописную мастерскую в Херсоне. В 1901—1908 годах продолжил учёбу в Одесском художественном училище под руководством К. К. Костанди, Г. А. Ладыженского, Д. Крайнева.
В 1917 году окончил Высшее художественное училище при Академии художеств в Петрограде (мастерская В. Савинского, 1909—1917).
С 1913 года — участник выставок Товарищества южнорусских художников. После окончания академии вернулся на Украину.
В 1917—1922 годах — преподаватель Херсонской пролетарской художественной студии, с 1926 года — Одесского политехникума изобразительных искусств (ныне Одесское художественное училище имени М. Б. Грекова).
В 1924—1929 годах был членом Общества имени К. Костанди.
В 1935—1965 годах — профессор Киевского государственного художественного института.
Среди его учеников были А. Г. Максименко, В. Г. Пузырьков, А. М. Лопухов и много других известных художников, в том числе несколько десятков заслуженных и народных художников Украины.
Академик АХ СССР (1947). Член правления Союза художников Украинской ССР (1938—1968), в 1949—1951 годах был его председателем.
Умер 12 марта 1974 года в Киеве. Похоронен на Байковом кладбище.

## Творчество

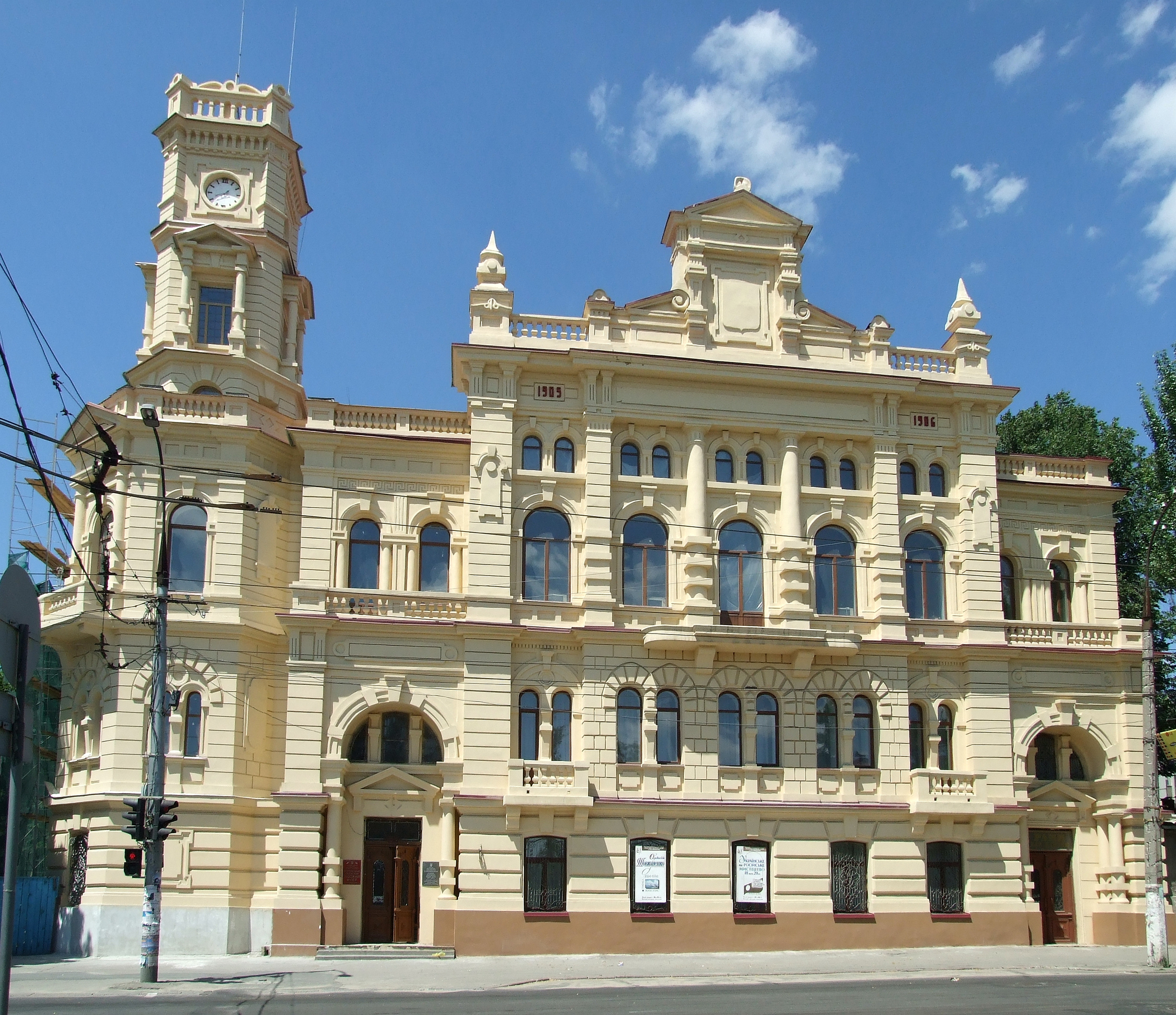
Художественный музей имени Шовкуненко в Херсоне

Живописец-акварелист. Мастер пейзажа и натюрморта.
Автор многих психологических портретов известных писателей, актёров, скульпторов, военачальников и других знаменитых личностей («Б. И. Яковлев», 1944; «С. А. Ковпак», 1945; «М. Г. Лысенко», 1947 — все в Музее украинского изобразительного искусства (Киев), П. Г. Тычины, М. Ф. Рыльского, Н. М. Ужвий, художника Г. К. Савицкого и многих других), индустриальных пейзажей (цикл «Днепрострой», 1930—1932, МУИИ), пейзажей Украины, Молдавии, Кавказа, Урала, Кабардино-Балкарии, Башкирии и др.
Среди портретов, принадлежащих к лучшим достижениям художника, искусствоведы выделяют «Портрет Аллы Орбинской» (1924), дочери астронома Артемия Робертовича Орбинского, внучки экономиста Роберта Орбинского. А. Шовкуненко сумел раскрыть характер женщины, достиг созвучного образу целостного цветового решения произведения, выдержанного в тёплой золотисто-коричневой гамме.

## Награды и звания
- Заслуженный деятель искусств Украинской ССР (1941)
- Народный художник СССР (1944)
- Орден Ленина (1960)
- Три ордена Трудового Красного Знамени (в т.ч. 1951[3] и 1954[4])
- Золотая медаль Всемирной выставки в Париже «Искусство и техника в современной жизни» (1937) — за акварели из серии «Днепрострой»
- Большая серебряная медаль Всемирной выставки в Брюсселе (1958)
- Государственная премия УССР имени Т. Г. Шевченко (1970)

## Память
- Именем художника названы:

Могила А. Шовкуненко на Байковом кладбище в Киеве

  - Херсонский художественный музей, в коллекции которого находится 154 работы художника
  - Улицы в Херсоне, Одессе и Киеве
  - Речное пассажирское судно.